# Kapelle St. Elisabeth (Kaltenberg)

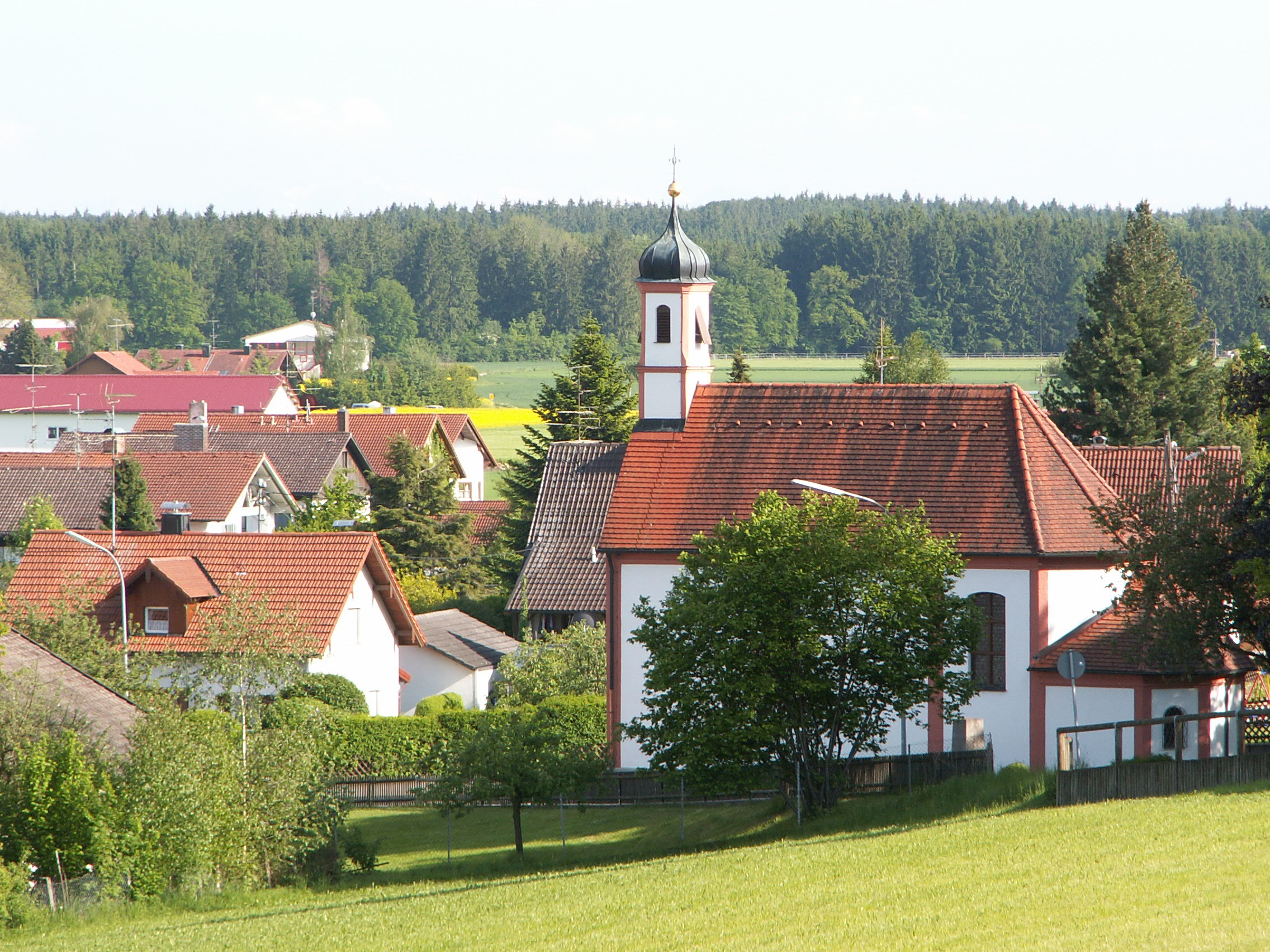
Kapelle St. Elisabeth in Kaltenberg

St. Elisabeth heißt eine römisch-katholische Kapelle im Gemeindeteil Kaltenberg von Geltendorf im oberbayerischen Landkreis Landsberg am Lech. Das kleine Gotteshaus steht unter Denkmalschutz und wird in der Liste der Baudenkmäler in Geltendorf unter der Nr. D-1-81-122-19 geführt.

## Beschreibung
Die Kapelle wurde im Stil einer Saalkirche 1901/02 als Rekonstruktion der ehemaligen Kapelle von Schloss Kaltenberg neu erbaut. An ihr Langhaus fügt sich ein dreiseitig geschlossener Chor im Westen an. Über der Fassade im Osten erhebt sich ein quadratischer Giebelreiter mit einer Zwiebelhaube. 
Die Kirchenausstattung, so der um 1680 gebaute Hochaltar mit einem Gemälde der heiligen Elisbeth vor dem Kreuz und einige Skulpturen von Lorenz Luidl, wurde aus der alten Kapelle übernommen. Die neobarocke Deckenmalerei stammt von Theodor Baierl; sie zeigt Elisabeth bei ihren Werken der Barmherzigkeit.
Im Jahr 2006 erhielt die Kapelle einen Volksaltar, an dem der Priester der Gottesdienstgemeinde zugewandt zelebriert. Er ist aus Metallstreben und Glas schlicht gestaltet, sodass er mit dem alten, barocken Hochaltar harmoniert. Den Entwurf zeichneten Kirchenrestaurator Albert Höpfl und Karl-Heinz Simon, der ihn zusammen mit Metallbaumeister Richard Lacher aus Kaltenberg ausführte. Altarweihe war am 24. Juni 2006.
Es wird angenommen, dass zusammen mit den barocken Einrichtungsgegenständen aus der Schlosskapelle auch die Orgel von dort in die Kaltenberger Kapelle kam. In den 1920er Jahren wurde sie jedoch wahrscheinlich ausgebaut und durch ein Harmonium ersetzt, dem um 1970 eine elektronische Orgel und schließlich 1980 eine Pfeifenorgel folgten. Diese Orgel ist ein Instrument mit sechs Registern, das 1968 Wilhelm Stöberl in München baute.